# Jürgen Abel
Jürgen Abel (* 11. März 1941 in Bremen; † 17. April 2009 ebenda) war ein deutscher Übersetzer aus dem amerikanischen Englisch, dem Englischen und Französischen.

## Leben
Jürgen Abel wurde in Bremen als ältester Sohn des Direktors des Bremer Übersee-Museums Herbert Abel und seiner Frau Adele Abel, geborene Bavendamm, geboren. Er hatte eine ältere Schwester und einen jüngeren Bruder. Abel lebte und arbeitete viele Jahre in den USA und in München, bevor er Ende der 1990er Jahre nach Bremen zurückkehrte.

## Übersetzungen von Jürgen Abel (Auswahl)
- 1969 David Irving: Mord aus Staatsräson? Churchill und Sikorski – eine tragische Allianz. Sachbuch
- 1970 Guy Breton: Geschichte[n] aber macht Madame. Cherchez la femme oder Die Frauen sind an allem schuld.
- 1971 James Dickey: Flussfahrt. Roman
- 1973 Peter Haining (Hrsg.): Ungeheuer. Kurzgeschichten
- 1973 Alistair MacLean: Der Traum vom Südland. Captain Cooks Aufbruch in die Welt von morgen. Roman
- 1974 Alan Lelchuk: Amerikanische Streiche. Roman
- 1975 Doris Lessing: Der Sommer vor der Dunkelheit. Roman
- 1975 Roald Dahl: Kuschelmuschel. Kurzgeschichte
- 1975 Thomas Harris: Schwarzer Sonntag. Roman
- 1975 John Hawkesworth: Porträt einer Familie. Roman
- 1977 Cécil Saint-Laurent: Christine oder Geschichte einer Ehe. Roman
- 1978 Arthur Koestler: Der Mensch, Irrläufer der Evolution. Eine Anatomie der menschlichen Vernunft und Unvernunft.
- 1978 Brian Moore: Die Frau des Arztes. Roman
- 1979 Emmanuelle Arsan: Von Kopf bis Fuß Emmanuelle. Roman
- 1979 Harry Patterson: Der Schrei aus der Kälte. Roman
- 1979 John Irving: Garp und wie er die Welt sah. Roman
- 1980 New York. Städteführer
- 1980 Rom. Städteführer
- 1980 Denis-Charlemagne Lavoisier: Das Liebesdorf. Roman
- 1980 Frederick Brown: Ein Skandal fürs Leben. Jean Cocteau – seine Kunst, seine Männer, seine Frauen, seine Zeit. Biografie
- 1981 Félicien Fargèze: Erotische Memoiren.
- 1982 E. L. Doctorow: Sterntaucher. Roman
- 1982 Jack Henry Abbott: Mitteilungen aus dem Bauch der Hölle
- 1985 Copi: Krieg der Samba. Roman
- 1987 Anne Green: Meine entflohenen Tage. Erinnerungen von Anne und Julien Green. Biografie
- 1987 Cecil Scott Forester: Die „African Queen“. Roman
- 1987 Katharine Hepburn: African Queen. Roman
- 1987 Ryū Murakami: Blaue Linien auf transparenter Haut. Roman
- 1987 Alan Sillitoe: Insel im Nebel. Roman
- 1987 Richard Buckle: Nijinsky. Biografie
- 1988 Phil Andros: Ein Mann für alle. Roman
- 1988 Tom Clancy: Die Stunde der Patrioten. Roman
- 1989 Alev Lytle Croutier: Harem. Die Welt hinter dem Schleier. Roman
- 1989 Meryle Secrest: Salvador Dalí. sein exzentrisches Leben – sein geniales Werk – seine phantastische Welt. Sachbuch
- 1989 Alan Palmer: Gekrönte Vettern. Deutscher Adel auf Englands Thron. Sachbuch
- 1990 Julius Fast: Körpersprache. Sachbuch
- 1990 Alexander Lowen: Bioenergetik als Körpertherapie. Der Verrat am Körper und wie er wiedergutzumachen ist. Sachbuch
- 1990 Rosamunde Pilcher: Die Muschelsucher. Roman
- 1991 Arthur Gold und Robert Fizdale: Misia. Muse – Mäzenin – Modell. Das ungewöhnliche Leben der Misia Sert. Biografie
- 1992 Albert Goldman: John Lennon. Ein Leben. Biografie
- 1992 Sam Shaw und Norman Rosten: Marilyn. Ganz privat. Biografie
- 1992 E. L. Doctorow: Sterntaucher. Roman
- 1993 Walter Lord: Das Geheimnis von Dünkirchen. Roman
- 1995 James Purdy: Zärtliche Kannibalen. Erzählungen
- 2000 Parker’s Wein-Guide. 8000 Weine aus den wichtigsten Weinregionen der Welt getestet und bewertet.
- 2002 Christopher Wilkins: Der Zeitmesser. Roman